# Jacobo Kouffati
Jacobo Salvador Kouffati (Maturín, Venezuela; 30 de junio de 1993) es un futbolista venezolano que juega como delantero en el Club Atlético Vinotinto de la Serie B de Ecuador.

## Trayectoria

### Monagas S. C.
El 8 de agosto de 2010 debuta en el fútbol profesional con Monagas en la derrota 3 a 0 con Caracas Fútbol Club. El 11 de noviembre de 2012 marca su primer gol en su carrera en el empate a dos goles contra Deportivo Anzoátegui siendo su único gol en el club.

### Trujillanos F. C.
En julio de 2013 se confirma como nuevo jugador del Trujillanos. Debuta el 30 de julio en la derrota como locales 1-0 frente a la La Equidad por la Copa Sudamericana 2013. Marca su único gol el 24 de noviembre en la goleada 4 a 0 sobre Atlético El Vigía.

Solo juega ocho partidos con el club en el que marca un gol.

### Petare F. C.
Para mitad de año del 2014 llega al Petare de la Primera División de Venezuela. El 23 de agosto debuta en la derrota por la mínima frente a Deportivo Anzoátegui. Su primer gol lo marca el 11 de octubre en el empate aun gol frente a Llaneros de Guanare. Vuelve a marcar gol hasta el 3 de mayo de 2015 en su último partido en el club, dando el empate 1-1 en su visita a Trujillanos Fútbol Club.

### ACD Lara
Su mejor etapa futbolística la vivió en el ACD Lara donde en 22 partidos logró 11 tantos, lo que lo colocó como uno de los máximos goleadores del Torneo Adecuación 2016 de su país, en cuyo torneo logró colocar a su equipo en el Octogonal final, quedando eliminados en primera fase, pero en Copa Venezuela logra clasificar a su equipo a la final contra el Deportivo La Guaira, sin embargo su equipo perdió con un marcador global de 0-1. Con este historial sin gloria se despidió el jugador de dicho club, aunque quedó como uno de los mejores jugadores que haya pasado por el club y sin duda ganándose los elogios de muchos aficionados Venezolanos.
Debutaría el 12 de julio de 2015 con gol en la derrota 2-1 contra Aragua Fútbol Club. El 2 de agosto marca su primer doblete dándole la victoria a su club 2 a 0 contra Estudiantes de Mérida. El 16 de agosto marca el gol de su equipo en 1-2 contra Trujillanos completando ocho goles en la misma cantidad de partidos disputados. Vuelve a marcar dos goles el 23 de septiembre en la caída 6-5 por la Copa Venezuela frente a Carabobo Fútbol Club. Marca el gol de la victoria 2 a 1 en su visita al Zulia Fútbol Club el 18 de agosto.
En gran temporada con el ACD Lara es llamado a la selecciona venezolana de fútbol en módulos preparativos y para la convocatoria en las eliminatorias Rusia 2018 en la doble fecha contra Bolivia y Ecuador, dejándolo así como una de las mejores temporadas del jugador.

### Deportivo Cuenca
En el mercado de invierno de la temporada 2015-2016 se despide del ACD Lara y se marcha en condición de cedido al Deportivo Cuenca de Ecuador, siendo considerado como uno de los mejores extranjeros del 2016, lo que le sirvió para llegar y ser convocado en la selección nacional de su país.
Debutaría el 17 de febrero de 2016 marcando el gol de su equipo en la derrota 2-1 visitando a Delfín Sporting Club. Le da el triunfo a su equipo 1-2 como visitantes frente a Sociedad Deportiva Aucas el 13 de mayo. El 10 de diciembre juega su último partido con el club en el que marca el gol del empate a un gol frente a Club Deportivo El Nacional.

### Millonarios F. C.
El 11 de enero de 2017 es oficializado como nuevo jugador de Millonarios de la Categoría Primera A, club que disputó la primera fase de la Copa Libertadores 2017. Debuta el 12 de febrero con gol en la victoria 3 a 0 sobre el Atlético Bucaramanga jugando los primeros 45 minutos. El 1 de marzo marca un golazo de media distancia que le da victoria por la mínima a su club sobre La Equidad. Se corona como campeón del Torneo Finalización 2017. No obstante, a pesar  de ser un gran jugador, su contrato en Millonarios no fue renovado.

### Xinjiang Tianshan
El 19 de febrero de 2018 se confirma su llegada a la Primera Liga China, la segunda división más importante del país. Debutaría el 10 de marzo en el empate contra el Liaoning Whowin. Rescindió su contrato el 15 de noviembre de 2018 después de ver poca acción y marcar 1 gol.

### Deportes Iquique
El 5 de enero de 2019 se hace oficial su fichaje por Deportes Iquique de la Primera División de Chile, convirtiéndose en el noveno refuerzo del club de cara a la temporada 2019.

### Mushuc Runa
En el año 2021 es confirmado como nuevo jugador del Mushuc Runa Sporting Club, teniendo una excelente primera etapa en lo que va del campeonato con destacadas participaciones.

### Orense
En el año 2022 es fichado por el Orense Sporting Club de la Serie A de Ecuador.

### Deportivo Binacional
Para la temporada 2023, el futbolista venezolano se convirtió en la sexta contratación oficial del Deportivo Binacional Fútbol Club de cara a su participación en la Liga 1 2023 (Perú)  y su retorno a las competiciones internacionales con la próxima edición de la Copa Sudamericana 2023

## Selección nacional
Ha sido convocado en varias oportunidades a los módulos de trabajo de la selección de fútbol Sub-20 de Venezuela de joven.
Kouffati ha jugado 4 partidos con la selección de Venezuela anotando un gol contra la selección de Bolivia por la eliminatorias de Rusia 2018 en el estadio Monumental de Maturín.
Es convocado a la lista de la Selección Venezolana para la Copa América Centenario 2016 donde quedó descartado en el último recorte del Seleccionador Nacional Rafael Dudamel. Sin embargo realizó una gira de preparación con su selección para dicho certamen, la cual tuvo oportunidad de juego contra la selección de fútbol de Galicia el 20 de mayo de 2016 y contra la selección de Panamá el 24 de mayo de 2016.

### Participaciones en eliminatorias mundialistas
| Eliminatorias              | Resultado  | Partidos | Goles |
| -------------------------- | ---------- | -------- | ----- |
| Eliminatorias Mundial 2018 | 10.º lugar | 3        | 1     |

### Goles internacionales
| # | Fecha                   | Lugar                                             | Rival   | Gol | Resultado | Competición              |
| - | ----------------------- | ------------------------------------------------- | ------- | --- | --------- | ------------------------ |
| 1 | 10 de noviembre de 2016 | Estadio Monumental de Maturín, Maturín, Venezuela | Bolivia | 1-0 | 5-0       | Eliminatorias Rusia 2018 |

## Estadísticas

### Clubes
Actualizado al último partido jugado el 15 de octubre de 2022.
| Club                          | Div.                | Temporada           | Liga  | Liga  | Copa nacionales | Copa nacionales | Copa internacionales | Copa internacionales | Total | Total |
| Club                          | Div.                | Temporada           | Part. | Goles | Part.           | Goles           | Part.                | Goles                | Part. | Goles |
| ----------------------------- | ------------------- | ------------------- | ----- | ----- | --------------- | --------------- | -------------------- | -------------------- | ----- | ----- |
| Monagas S. C. · Venezuela     | 1.ª                 | 2010-11             | 12    | 0     | 0               | 0               | -                    | -                    | 12    | 0     |
| Monagas S. C. · Venezuela     | 1.ª                 | 2011-12             | 28    | 0     | 0               | 0               | 2                    | 0                    | 30    | 0     |
| Monagas S. C. · Venezuela     | 1.ª                 | 2012-13             | 19    | 1     | 0               | 0               | -                    | -                    | 19    | 1     |
| Monagas S. C. · Venezuela     | Total               | Total               | 59    | 1     | 0               | 0               | 2                    | 0                    | 61    | 1     |
| Trujillanos F. C. · Venezuela | 1.ª                 | 2013-14             | 6     | 1     | 0               | 0               | 2                    | 0                    | 8     | 1     |
| Trujillanos F. C. · Venezuela | Total               | Total               | 6     | 1     | 0               | 0               | 2                    | 0                    | 8     | 1     |
| Petare F. C. · Venezuela      | 1.ª                 | 2014-15             | 29    | 2     | 0               | 0               | 0                    | 0                    | 29    | 2     |
| Petare F. C. · Venezuela      | Total               | Total               | 29    | 2     | 0               | 0               | 0                    | 0                    | 29    | 2     |
| ACD Lara · Venezuela          | 1.ª                 | 2015                | 15    | 7     | 7               | 4               | 0                    | 0                    | 22    | 11    |
| ACD Lara · Venezuela          | Total               | Total               | 15    | 7     | 7               | 4               | 0                    | 0                    | 22    | 11    |
| Deportivo Cuenca · Ecuador    | 1.ª                 | 2016                | 30    | 7     | 0               | 0               | 0                    | 0                    | 30    | 7     |
| Deportivo Cuenca · Ecuador    | Total               | Total               | 30    | 7     | 0               | 0               | 0                    | 0                    | 30    | 7     |
| Millonarios · Colombia        | 1.ª                 | 2017                | 14    | 2     | 1               | 0               | 0                    | 0                    | 15    | 2     |
| Millonarios · Colombia        | Total               | Total               | 14    | 2     | 1               | 0               | 0                    | 0                    | 15    | 2     |
| Xinjiang Tianshan China       | 2.ª                 | 2018                | 9     | 1     | 0               | 0               | 0                    | 0                    | 9     | 1     |
| Xinjiang Tianshan China       | Total               | Total               | 9     | 1     | 0               | 0               | 0                    | 0                    | 9     | 1     |
| Deportes Iquique · Chile      | 1.ª                 | 2019                | 15    | 1     | 4               | 0               | 0                    | 0                    | 19    | 1     |
| Deportes Iquique · Chile      | Total               | Total               | 15    | 1     | 4               | 0               | 0                    | 0                    | 19    | 1     |
| Deportivo Táchira · Venezuela | 1.ª                 | 2020                | 12    | 0     | 0               | 0               | 2                    | 0                    | 14    | 0     |
| Deportivo Táchira · Venezuela | Total               | Total               | 12    | 0     | 0               | 0               | 2                    | 0                    | 14    | 0     |
| Mushuc Runa · Ecuador         | 1.ª                 | 2021                | 24    | 4     | 0               | 0               | -                    | -                    | 24    | 4     |
| Mushuc Runa · Ecuador         | Total               | Total               | 24    | 4     | 0               | 0               | -                    | -                    | 24    | 4     |
| Orense · Ecuador              | 1.ª                 | 2022                | 23    | 2     | 2               | 0               | -                    | -                    | 25    | 2     |
| Orense · Ecuador              | Total               | Total               | 23    | 2     | 2               | 0               | -                    | -                    | 25    | 2     |
| Deportivo Binacional · Perú   | 1.ª                 | 2023                | 5     | 0     | 0               | 0               | 0                    | 0                    | 5     | 0     |
| Deportivo Binacional · Perú   | Total               | Total               | 5     | 0     | 0               | 0               | -                    | -                    | 5     | 0     |
| Total en su carrera           | Total en su carrera | Total en su carrera | 241   | 28    | 14              | 4               | 6                    | 0                    | 261   | 32    |

## Clubes
| Club                    | País      | Año              |
| ----------------------- | --------- | ---------------- |
| Monagas S. C.           | Venezuela | 2010 - 2013      |
| Trujillanos FC          | Venezuela | 2013 - 2014      |
| Deportivo Petare        | Venezuela | 2014 - 2015      |
| ACD Lara                | Venezuela | 2015             |
| Deportivo Cuenca        | Ecuador   | 2016             |
| Millonarios Fútbol Club | Colombia  | 2017             |
| Xinjiang Tianshan       | China     | 2018             |
| Deportes Iquique        | Chile     | 2019             |
| Deportivo Táchira       | Venezuela | 2020             |
| Mushuc Runa             | Ecuador   | 2021             |
| Orense SC               | Ecuador   | 2022             |
| Binacional FC           | Perú      | 2023             |
| Monagas S. C.           | Venezuela | 2024             |
| Club Atlético Vinotinto | Ecuador   | 2025- Actualidad |

## Palmarés
| Título              | Club        | País     | Año  |
| ------------------- | ----------- | -------- | ---- |
| Torneo Finalización | Millonarios | Colombia | 2017 |